# Gnathophis cinctus
Gnathophis cinctus är en fiskart som först beskrevs av Garman, 1899.  Gnathophis cinctus ingår i släktet Gnathophis och familjen havsålar. IUCN kategoriserar arten globalt som livskraftig. Inga underarter finns listade i Catalogue of Life.